# Fundulus diaphanus menona
Fundulus diaphanus menona is een ondersoort van de straalvinnige vissen uit de familie van de killivisjes (Fundulidae). De wetenschappelijke naam van de soort is voor het eerst geldig gepubliceerd in 1877 door Jordan & Copeland.